# La Pedrera (Colombia)
La Pedrera è un distretto dipartimentale della Colombia facente parte del dipartimento di Amazonas.